# Marstrands kloster
Marstrands kloster var ett kloster i Marstrand, som tillhörde franciskanorden och troligen grundades på 1280-talet.
Det instiftades under tidig medeltid två franciskanerkonvent i den södra delen av det då norska Bohuslän. Ett omnämndes första gången 1272–1273 och låg förmodligen på nuvarande Kastellegårdens åkrar, i dåvarande Kongahälla. Det finns inte mycket kunskap om franciskanerklostret i Marstrand, som låg på förhållandevis kort avstånd från Kongahälla, men det grundades troligen ungefär vid samma tid.
Konventskyrkan i Marstrand hade Jungfru Maria som skyddshelgon. Det har under årens lopp rått delade uppfattningar om konventskyrkan samtidigt tjänat som Marstrands församlingskyrka. Längst söderut på kyrkogården vid Marstrands kyrka hittades dock vid markradarundersökning 2015 grundmuren till en byggnad som är tolv meter bred och minst 34 meter lång. Grundmuren antas ha varit omkring en meter bred. Det antas att klosterbyggnaderna var timrade.  